# Marc Lièvremont
Pour les articles homonymes, voir Lièvremont.

a Compétitions nationales et continentales officielles uniquement.

b Matchs officiels uniquement.
Marc Lièvremont, né le 28 octobre 1968 à Dakar (Sénégal), est un joueur international français de rugby à XV et à sept, reconverti ensuite en tant qu'entraîneur.
Il a évolué en tant que troisième ligne aile dans les clubs de l'USA Perpignan, du Stade français CASG et du Biarritz olympique, mais aussi en équipe de France de 1995 à 1999, marquant 5 essais en 25 sélections, et participant notamment au Grand Chelem de 1998 et à la Coupe du monde 1999. Durant son mandat de sélectionneur national, le XV de France remporte son neuvième Grand Chelem durant l'édition 2010 du Tournoi des Six Nations et atteint la finale de la Coupe du monde 2011. Reconverti en tant qu'entraîneur, il est notamment sélectionneur de l'équipe de France entre 2007 et 2011, avant de devenir consultant à la télévision.

## Biographie

### Jeunesse

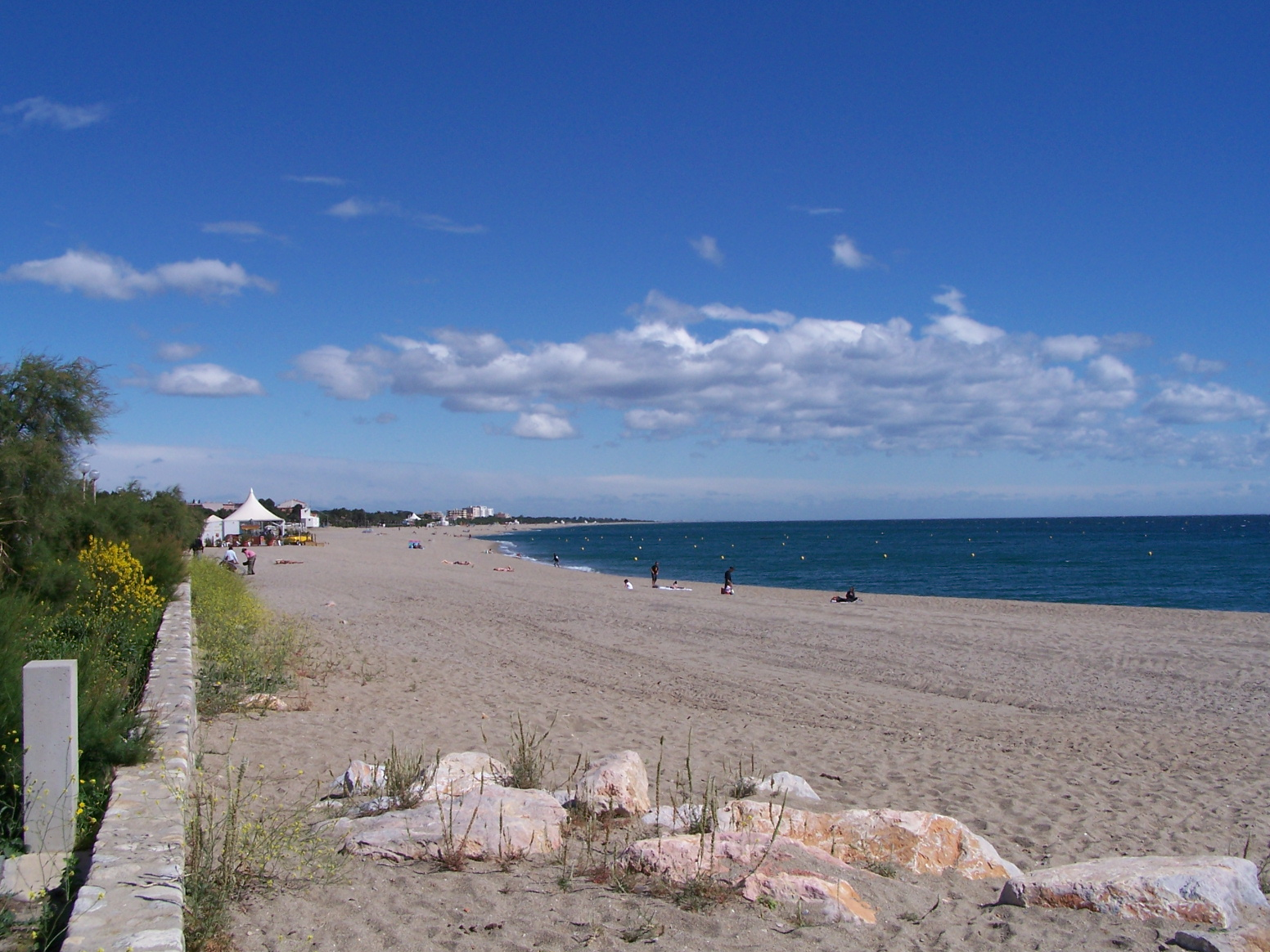
Marc Lièvremont passe sa jeunesse dans la ville d'Argelès.

Fils d'Irène (lorraine) et Roland Lièvremont (originaire du Jura), Marc naît le 28 octobre 1968 à Dakar au Sénégal où son père, militaire engagé dans la Marine, est basé depuis le printemps 1966. Marc a 6 mois lorsque ses parents quittent le pays. La famille Lièvremont, qui doit suivre leur père dans toutes ses missions militaires, s'installe ensuite définitivement à Argelès-sur-Mer en 1973. Roland Lièvremont quitte l'armée et devient éducateur pour handicapés mentaux. Irène, de confession catholique, s'investit dans la religion. Marc est l'aîné d'une fratrie de huit enfants (Marc, Vincent, François, Thomas, Matthieu, Claire et les jumeaux Pierre et Luc). Toute la famille habite dans une immense maison de campagne, surnommée « la Ribambelle ». C'est à l'âge de 5 ans et demi, en CP, que Marc Lièvremont découvre le rugby à XV ; ses premiers instituteurs sont éducateurs au club local d'Argelès : l'Étoile sportive argelésienne. Le jeune Lièvremont apprécie également la randonnée, la lecture, les jeux de société avec ses frères et sœur et les réunions familiales. Au pays Catalan, Marc baigne dans un milieu de rugby : il regarde le Tournoi des V Nations et supporte l'USAP de Perpignan.
En difficulté à l'école, Pierre Aylagas, alors conseiller régional du Roussillon, lui propose d'aller à Béziers en section sport-études. Parti à l'âge de 15 ans, il passe trois ans en terre biterroise sous l'égide de Raoul Barrière avant de décrocher un Bac B. Lièvremont part ensuite à Toulouse, en faculté de sciences sociales puis au CREPS de Lespinet où il apprend l'enseignement du « jeu à la Toulousaine », fondé par Robert Bru, et côtoie de grands joueurs comme Fabien Galthié.
En parallèle, il suit ses amis d'Argelès qu'il quitte pour jouer à l'USAP et dispute la Coupe Frantz-Reichel, le championnat junior (moins de 21 ans). Il délaisse le poste de trois-quart centre pour celui de troisième ligne aile. En 1987, alors qu'il joue en Nationale B (championnat destiné aux équipes réserves) avec Perpignan, il est convoqué par Pierre Aylagas en sélections régionales du Roussillon et dispute le Trophée Maaf. Alors que la plupart des joueurs convoqués sont déjà titulaires à Perpignan, Lièvremont dispute quelques matchs puis est contacté par Roland Génis, l'entraîneur de l'USAP.

### Perpignan et débuts en équipe de France (1988-1997)
Arrivé au cours de la saison 1988-1989, Marc Lièvremont dispute son premier match en équipe première contre Nîmes (défaite 16-12) le 29 janvier 1989. Malgré le limogeage de Roland Génis, Lièvremont garde la confiance du nouveau duo Dominique Bacave - Jean-François Imbernon. Réaligné contre l'équipe de Blagnac de Christophe Deylaud, Lièvremont et ses coéquipiers sont corrigés 7-23 à domicile. L'USAP ne se qualifie pas pour la phase finale en fin de saison. À l'intersaison, une nouvelle équipe dirigeante, menée par Paul Goze (président) et Georges Coste (entraîneur), propose un contrat fixe avec un salaire mensuel de 3 000 francs à Marc Lièvremont qu'il accepte.
Parallèlement, Lièvremont doit accomplir ses obligations militaires au Bataillon de Joinville à Fontainebleau et continue ses études. Alors qu'il opte pour devenir éducateur sportif, il passe alors deux années en STAPS à Montpellier aux côtés de Philippe Boher puis entame une formation aux examens d'éducateur au CREPS de Toulouse. Sur les terrains, Lièvremont se fixe définitivement au poste de troisième-ligne aile, plus particulièrement à gauche (numéro 6), comme son père et la majorité de ses frères plus tard. Il devient un redoutable plaqueur malgré son petit gabarit pour un troisième-ligne (1,82 mètre pour 84 kilos) et, petit à petit, le chouchou du stade Aimé-Giral bien qu'il n’ait aucune origine catalane. Alors que le rugby n'est pas encore devenu professionnel, Lièvremont travaille à la mairie de Perpignan, en parallèle de sa carrière de joueur, où il est détaché auprès des écoles primaires. Il entame également une formation de sapeur-pompier professionnel.

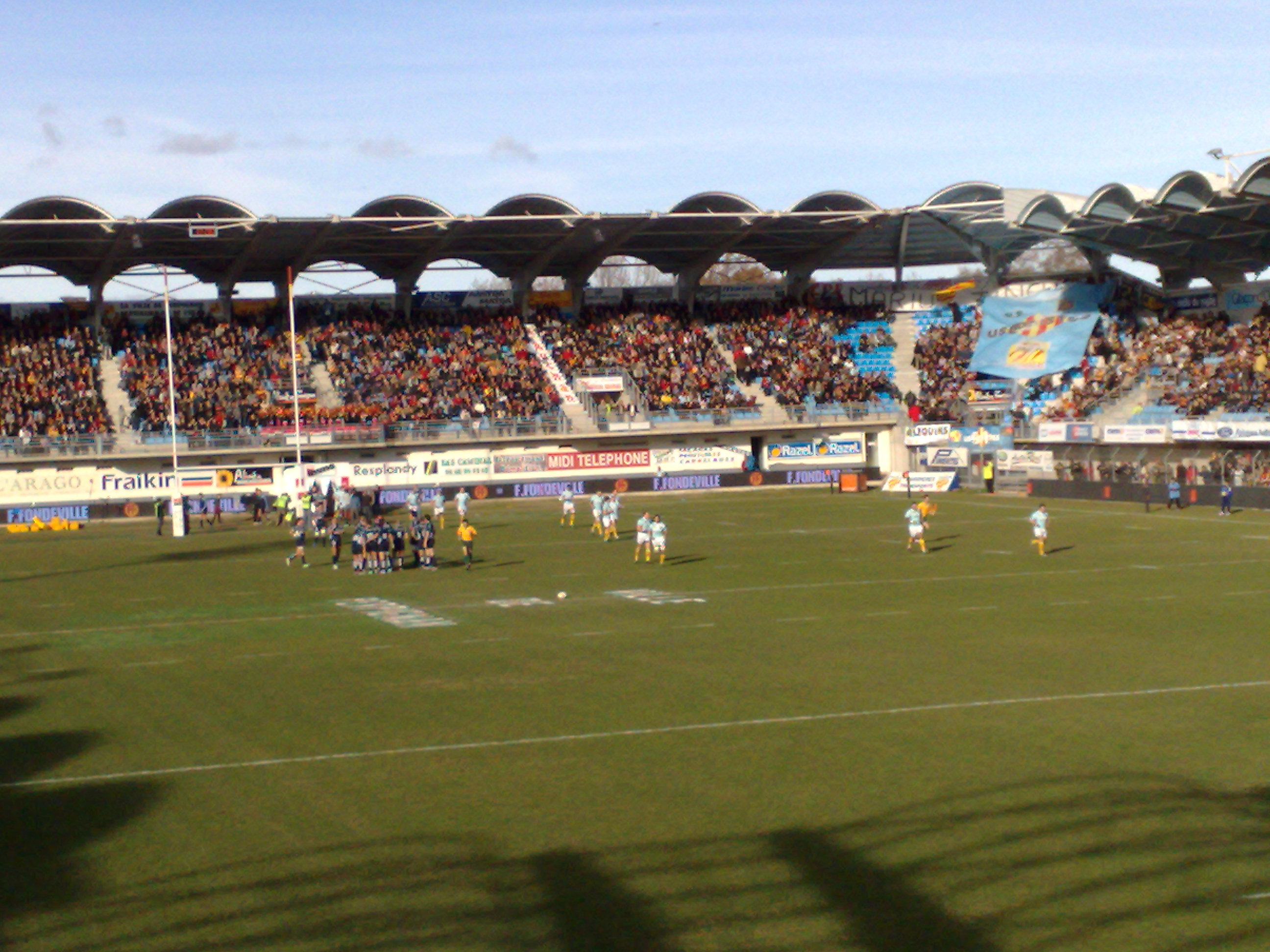
C'est au stade Aimé-Giral que Lièvremont débute sous les couleurs de l'USAP.

Régulièrement sélectionné en équipe régionale, Marc Lièvremont fait notamment partie de la sélection du Languedoc-Roussillon qui s'incline 35-18 face à l'Australie, champions du monde en titre, le 23 octobre 1993, marquant un essai à la 77e minute. L'année suivante, il fait partie de la tournée d'été des Barbarians français, menés par Serge Blanco et Jean-Pierre Rives, en Australie ponctuée par deux victoires. Le 26 juin 1994, il joue avec les Barbarians français contre l'Université de Sydney en Australie. Les Baa-Baas s'imposent 36 à 62. Ses bonnes prestations lui ouvrent les portes du XV de France. Au lendemain de la Coupe du monde 1995, une nouvelle génération (dirigée par Jean-Claude Skrela auquel s’adjoindra Pierre Villepreux) est mise en place. Lièvremont effectue ses grands débuts sous le maillot Bleu le 14 octobre 1995 contre l’Italie (victoire 34-22) à l'occasion de la Coupe Latine remportée par la France. Le 1er novembre 1995, il est invité avec les Barbarians français pour jouer contre la Nouvelle-Zélande à Toulon. Les Baa-Baas s'inclinent 19 à 34.
Lièvremont poursuit sa progression chez les Bleus et participe à la tournée estivale en Argentine, en compagnie de son frère, Thomas. Il ne dispute pas les deux tests officiels contre les Pumas mais est aligné dans l'« équipe des toasts » contre une sélection de province.
Le 6 novembre 1996, il joue de nouveau avec les Barbarians français contre Cambridge en Angleterre. Les Baa-Baas s'imposent 76 à 41. Le 23 novembre 1996, il est capitaine des Barbarians français contre l'Afrique du Sud à Brive. Les Baa-Baas s'imposent 30 à 22.
Entre 1989 et 1997, l'USAP, irrégulière en championnat, n’atteint les quarts de finale que deux fois : en 1993 (défaite à nouveau 10-9 contre Toulon) et 1995 (défaite 12-12 ; 5-4 aux t.a.b contre Castres) sans jamais aller plus loin. L'USAP remporte cependant le Challenge Yves du Manoir 1994 sous la houlette de Paul Toussat (qui a remplacé Georges Coste) qui récompense la génération de Lièvremont avec Boher, Dispagne et Gérard Majoral (son pendant en troisième ligne). Il porte le brassard de capitaine pendant sa dernière saison au club, en 1996-1997. Mais alors que le club a changé d'encadrement et que Marc Lièvremont continue de concilier rugby et activité de sapeur-pompier, la lassitude s'installe. Le troisième ligne décide de quitter l'USAP en 1997 pour un nouveau projet.

### Stade français, Grand Chelem et Coupe du monde (1997-2000)

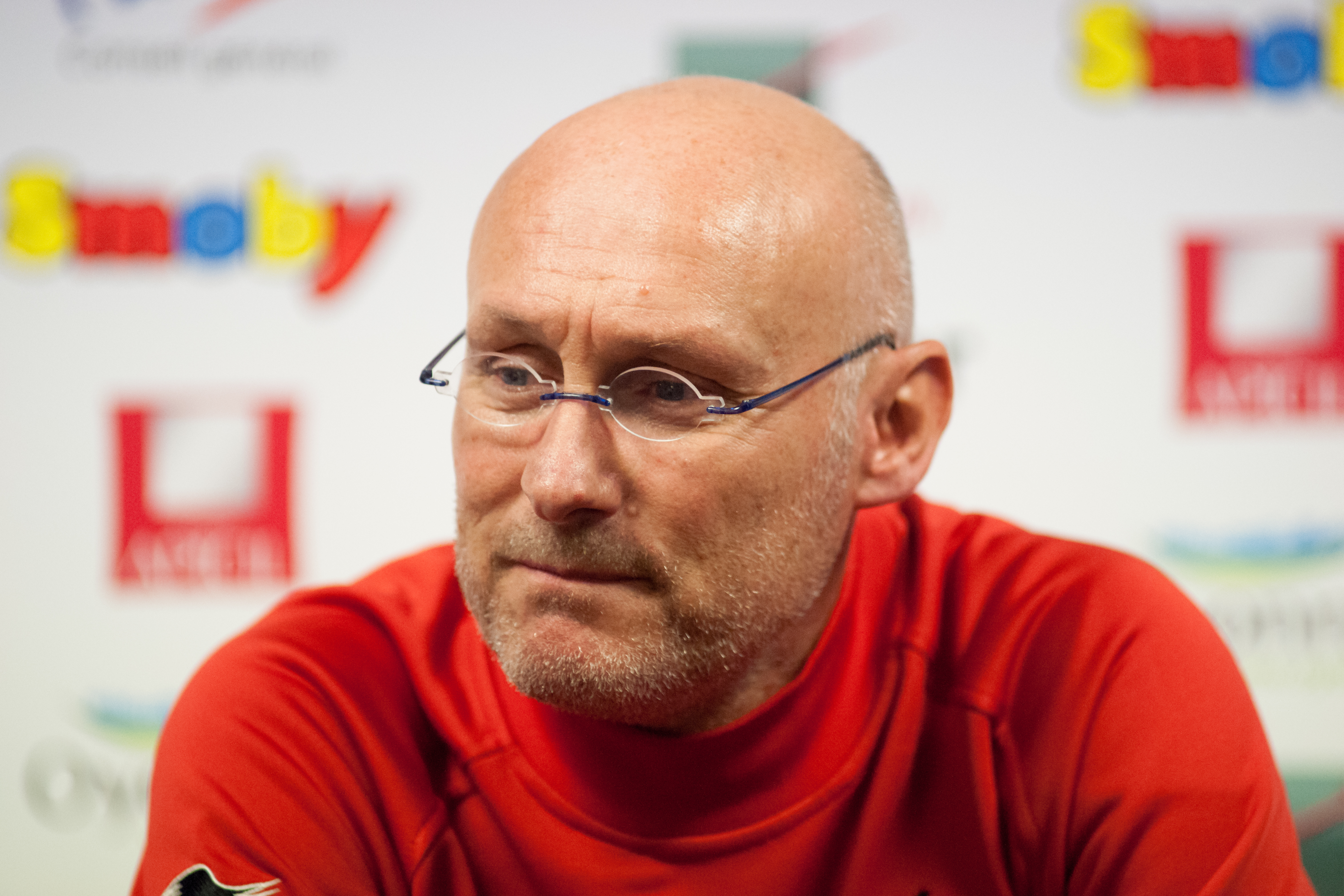
L'entraîneur Bernard Laporte recrute Lièvremont au Stade français en 1997.

Contacté par Max Guazzini et Bernard Laporte (président et entraîneur du Stade français) au printemps 1997, Lièvremont est séduit par le projet d'envergure du duo francilien. Pour son retour dans l'élite en tant que promu, Guazzini fait signer pas moins de 23 nouveaux joueurs, dont plusieurs internationaux comme Simon, Moscato, Gimbert, Juillet, Roumat, Dominguez, Dominici, etc. au Stade français. De son côté, Lièvremont voit son salaire multiplié par trois, découvre la vie parisienne et joue dans une équipe taillée pour le titre. Le 15 octobre 1997, il est invité une nouvelle fois avec les Barbarians français pour jouer contre le Lansdowne RFC à Dublin. Les Baa-Baas s'imposent 31 à 24. Le 11 novembre 1997, il rejoue avec les Baa-Baas, aux côtés de son frère Thomas, contre l'Afrique du Sud à Biarritz. Les Baa-Baas s'imposent 40 à 22. En club, les hommes de Laporte réalisent une saison exceptionnelle : Demi-finaliste du Challenge européen, les franciliens terminent premier de leur poule en phase régulière et retrouve Perpignan en finale du championnat au stade de France. Opposé à son frère Thomas, le Stade français de Marc Lièvremont s'impose nettement 34-7 et soulève le Bouclier de Brennus.
Peu avant, en début d'année 1998, Marc Lièvremont dispute le Tournoi des V nations. Remplaçant lors du premier match contre l’Angleterre, il profite de la blessure de Philippe Benetton pour former la troisième-ligne titulaire avec son frère et Olivier Magne. Le XV de France réalise le Grand Chelem en surclassant notamment le Pays de Galles (0-51) lors du dernier match. Durant cette année presque parfaite (une seule défaite contre l'Australie), Lièvremont participe à toutes les rencontres et devient un cadre de l'équipe de France. La saison 1998-1999 est tronquée pour le joueur parisien qui se blesse de nouveau au genou droit. Il se fait opérer début 1999 et doit manquer le Tournoi, qui s'avère calamiteux pour le XV de France : dernier avec 1 victoire et 3 défaites. Une facture de la clavicule contrarie la fin de saison de Lièvremont. Alors que la presse évoque des conflits internes et que le duo Skrela-Villepreux est de plus en plus critiqué, l'équipe de France achève sa tournée de juin avec deux défaites face aux Tonga et à la Nouvelle-Zélande. Rétabli à temps, Marc Lièvremont fait partie de la liste des joueurs retenus pour la Coupe du monde 1999.

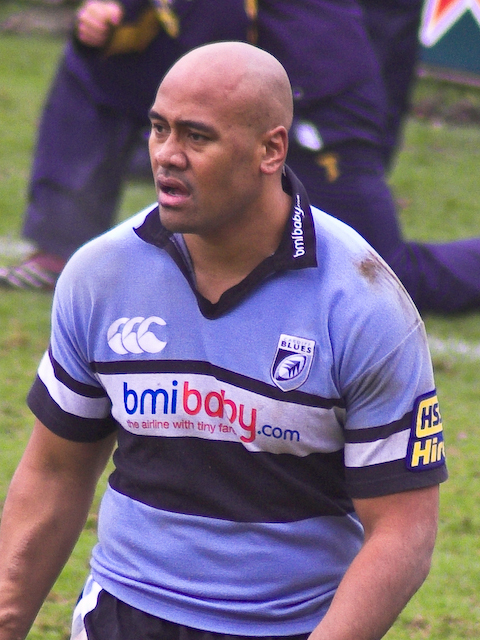
Les All Blacks de Jonah Lomu sont terrassés en demi-finale du Mondial 99 par les coéquipiers de Lièvremont.

Après une préparation très compliquée, les Bleus peinent à battre le Canada (33-20) en ouverture à Béziers puis s'imposent de façon poussive contre la Namibie (47-13) et les Fidji (28-19). Premier de leur groupe, le XV de France se qualifie pour les quarts-de-finale malgré les prestations en demi-teinte et les blessures de nombreux joueurs. Opposés à l'Argentine en quart, les Bleus réalisent un très bon début de match et l'emportent (47-26) malgré l'efficacité du buteur argentin Gonzalo Quesada. En demi-finale, la France retrouve les All Blacks, grands favoris de la compétition emmenés par leur ailier Jonah Lomu. Mené 10-24 à la 45e minute, Marc Lièvremont et ses coéquipiers parviennent finalement à s'imposer 43-31 à Twickenham. Il s'agit d'un des plus grands exploits du rugby et du sport français, encore à ce jour. Blessé à la cuisse en demi, Lièvremont tient tout de même sa place en finale le 6 novembre 1999 contre l’Australie. Encore en course à la pause (menés 12-6), les Bleus, vraisemblablement fatigués de leur exploit contre la Nouvelle-Zélande, craquent en seconde période et s'inclinent 35-12 au Millenium de Cardiff. L’Australie est championne du monde tandis que Marc Lièvremont met un terme à sa carrière internationale sur cette finale perdue, une décision qu'il avait prise avant la compétition.
À l'issue de la Coupe du monde, l'entraîneur Bernard Laporte quitte le Stade français pour prendre en main le XV de France. Marc Lièvremont voit Georges Coste, son ancien entraîneur à l'USAP, le remplacer. La saison 1999-2000 est assez ambivalente et s'achève dans la confusion. Les joueurs du Stade français, en conflit avec leur entraineur, organisent une fronde et obtiennent l'éviction de Georges Coste en mai 2000. C’est virtuellement sans entraîneur qu’ils arrivent en finale du championnat contre l'US Colomiers. Absent de la feuille de match, Lièvremont voit ses coéquipiers l'emporter 28-23 et s’adjuger un second titre de champion de France. Il s'agit de la dernière saison de Lièvremont au Stade français. Les remous de la fin de saison l'ont convaincu de partir.

### Fin de carrière à Biarritz (2000-2002)
Contacté par les Harlequins de Londres, Marc Lièvremont choisit finalement de rejoindre Biarritz où il retrouve son frère Thomas. En novembre 2000, il est sélectionné avec les Barbarians français, aux côtés de son frère Thomas pour jouer la Nouvelle-Zélande au stade Bollaert à Lens. Il est le capitaine de l'équipe lors de ce match. Les Baa-Baas parviennent à s'imposer 23 à 21. Pour sa première saison au BO, il échoue en demi-finale du championnat face à l'AS Montferrand (9-16) et est éliminé en Coupe d'Europe en quart par le Munster (38-29). La saison 2001-2002 est auréolée d'un nouveau titre de champion de France remporté contre Agen. Lièvremont ne dispute pas la finale, rattrapé par une nouvelle blessure à son genou droit. Cette dernière l'empêche définitivement de retrouver les terrains. Marc Lièvremont est contraint d'arrêter sa carrière de joueur en mars 2002.
Alors qu'il lui restait deux ans de contrat, le président du BO Marcel Martin lui propose une reconversion dans le staff technique en tant qu'analyste vidéo. Cette expérience dure une saison.

### Entraîneur des moins de 21 ans (2003-2005) puis de l'US Dax (2005-2007)

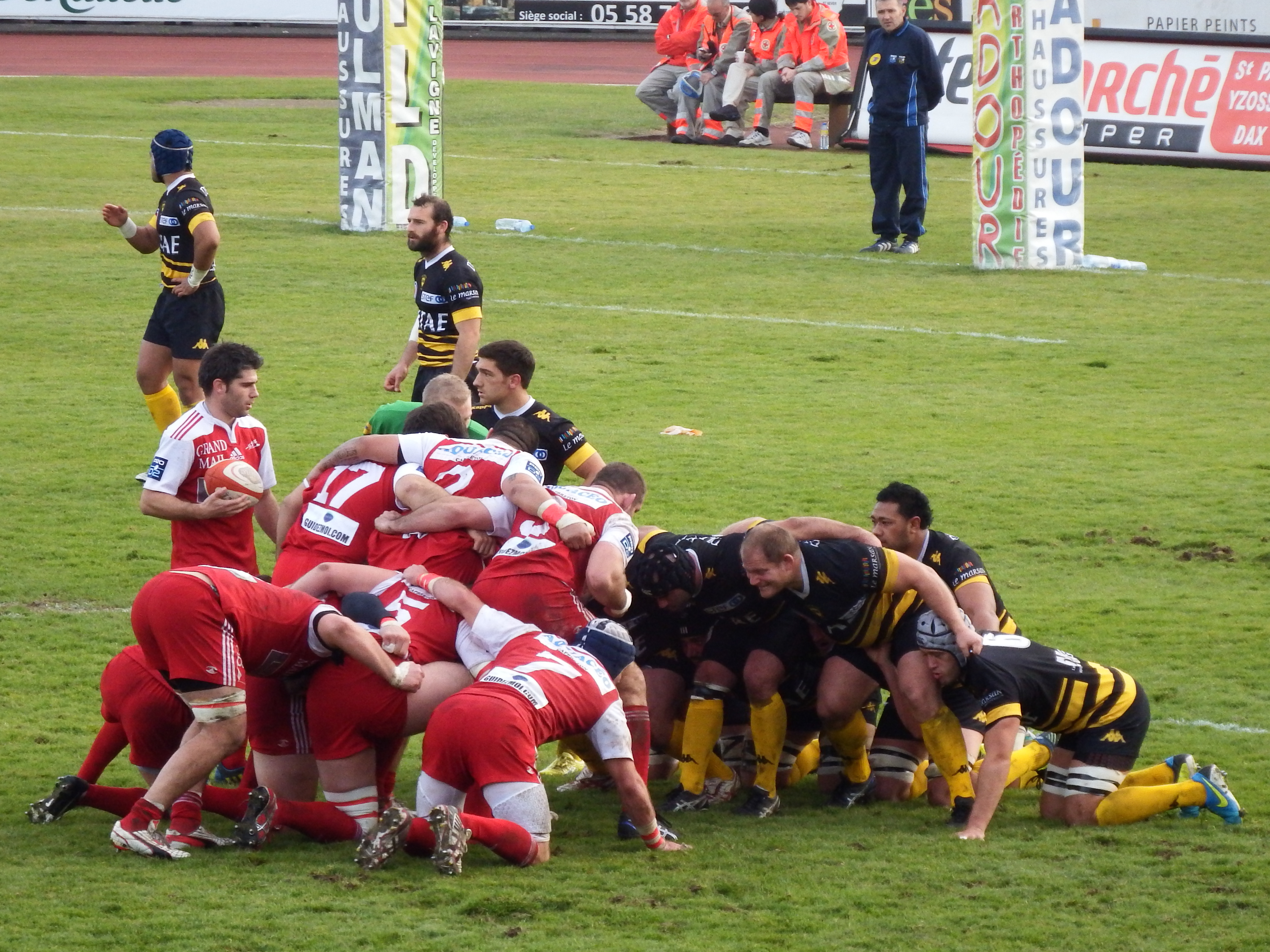
Lièvremont dirige et fait accéder l'US Dax (ici, en rouge) en Top 14.

En 2003, Marc Lièvremont est nommé entraîneur des Espoirs avec Jean-Philippe Saffore. Possédant déjà ses diplômes, c'est durant cette période qu'il découvre la fonction qui va le conduire jusqu'au XV de France. Tout en s'inspirant de ses anciens dirigeants, il développe sa propre perception du jeu, son autorité, ses valeurs et la relation avec ses joueurs. À la même époque, il est sollicité par la Fédération via la Direction technique nationale (DTN) pour prendre en charge l'équipe de France des moins de 21 ans, aux côtés de Philippe Agostini. Placé sous la houlette de Max Godemet, dont il s’inspira des méthodes d'entraînement, Lièvremont mène les jeunes français lors du Tournoi des moins de 21 ans en 2005 et en Coupe du monde des moins de 21 ans disputée en Argentine où la France atteint les demi-finales. Jusqu'en 2006, il est aussi co-entraîneur de l'équipe de France A.
En 2005, Marc Lièvremont accepte le poste d'entraîneur de l'US Dax que lui a proposé le comité du club. L'effectif présent est renforcé par l'arrivée d'Emmanuel Menieu, Christophe Milhères, Philippe Carbonneau et plusieurs joueurs Espoirs. Avec l'aide de Jean-Philippe Coyola, il emmène Dax jusqu'en finale de Pro D2 en fin de saison. Le club échoue face à Albi (défaite 12-8) mais prend sa revanche la saison suivante en battant La Rochelle (victoire 23-16) le 27 mai 2007, accédant ainsi au Top 14. Alors qu'il a convaincu ses deux frères, Thomas et Matthieu, troisièmes lignes également, de venir le rejoindre à Dax pour la saison suivante, Lièvremont est sondé pour le poste de sélectionneur.

### Carrière de sélectionneur (2007-2011)

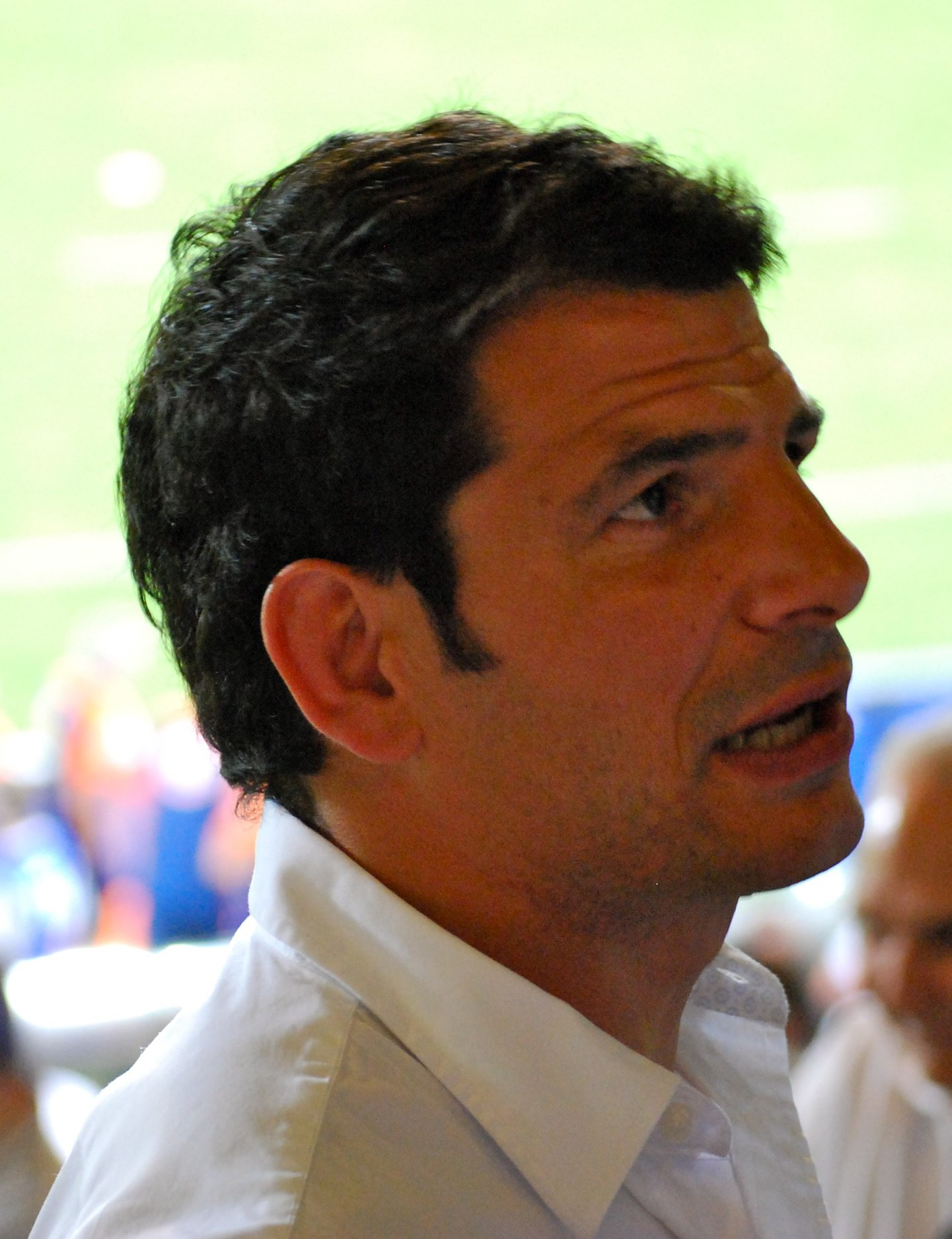
Marc Lièvremont assiste à la demi-finale Stade Toulousain - ASM Clermont Auvergne du Top 14 à Bordeaux en mai 2009.

Pendant la Coupe du monde 2007, Marc Lièvremont est contacté par Bernard Lapasset, alors président de la FFR, pour succéder à Bernard Laporte au poste de sélectionneur du XV de France. D'abord réticent et lié contractuellement à l'US Dax, Lièvremont accepte finalement la proposition. La nomination est officialisée le 24 octobre 2007. Dans son staff, il intègre Fabien Pelous au comité de sélection, maintient Jo Maso comme « manageur » et choisit comme adjoints Émile Ntamack (responsable des arrières) et Didier Retière (responsable des avants),.
Dans son groupe, Lièvremont choisit Lionel Nallet (Castres) comme capitaine et s'appuie sur une nouvelle génération de joueurs (Barcella, Parra, Trinh-Duc, Ouedraogo, Picamoles,). Pour leur entrée dans le Tournoi 2008, les Bleus impressionnent offensivement face à l’Écosse (27-6) et l'Irlande (26-21) emmenés notamment par Vincent Clerc et Cédric Heymans. Défaits au stade de France par l’Angleterre (13-24), les joueurs français se rattrapent contre l’Italie (25-13). Tout proche de la victoire finale, le XV de France craque finalement face au Pays de Galles (29-12) qui réalise le Grand Chelem. L'équipe de France finit troisième du Tournoi.
Pour la tournée estivale en Australie, Marc Lièvremont, privé des internationaux du Stade toulousain, de l'ASM Clermont Auvergne, de l'USA Perpignan et du Stade français qui disputent les demi-finales du Top 14 dans leurs clubs respectifs, convoque un groupe « expérimental » tout en rappelant Sébastien Chabal et Dimitri Yachvili. La tournée se solde par deux lourdes défaites 34-13 à Sydney puis 40-10 à Brisbane face aux Wallabies.
Durant la tournée d'automne, l'équipe de France prend sa revanche sur l'Argentine (12-6) après les deux défaites lors de la dernière Coupe du monde puis bat facilement les Pacific Islanders (42-17) au stade Bonal (Montbéliard). Cependant, le XV de France s'incline une nouvelle fois contre l'Australie (13-18), au stade de France, faute à un buteur, David Skrela, peu en réussite.
Les Bleus commencent le Tournoi 2009 par une défaite en Irlande (30-21), qui réalisera le Grand Chelem, puis enchaînent deux victoires à domicile face à l’Écosse (22-13) et le Pays de Galles (21-16). Opposée ensuite au XV de la Rose, l'équipe de France est humiliée face aux assauts anglais à Twickenham (34-10),. Cette lourde défaite est partiellement compensée par les 50 points inscrits contre l'Italie lors du dernier match (50-8). Le XV de France se classe de nouveau troisième et ressort du Tournoi très critiqué,. Ce Tournoi mitigé est suivi d'une tournée d'été en Nouvelle-Zélande. En l'absence de Lionel Nallet (blessé), Lièvremont nomme Thierry Dusautoir comme capitaine. L'intérim ayant été concluant, il le restera finalement jusqu'au bout du mandat. Lors du premier match face aux All Blacks, les Bleus l'emportent à la surprise générale à Dunedin (27-22). Une première en terre Néo-Zélandaise depuis 1994. Le XV de France est tout près de réédité l'exploit de 1994 après une courte défaite (14-10) lors du second match. Au cours de cette tournée, Marc Lièvremont doit gérer l'« affaire Mathieu Bastareaud» qui provoque une crise diplomatique entre la France et la Nouvelle-Zélande et quelques remous politiques,,. L'équipe de France achève sa tournée par une défaite contre l'Australie (22-6). Le bilan est malgré tout positif. En novembre, les Bleus font face aux Springboks sud-africains, champions du monde en titre et vainqueur du dernier Tri-nations. Vaillant, le XV de France s'impose avec la manière 20-13 au Stadium de Toulouse. Après une victoire plus large face aux Samoa (43-5), l'équipe de France retrouve les All Blacks à Marseille. Mais l'écart est encore trop grand entre les deux équipes, la Nouvelle-Zélande l'emporte 39-12.

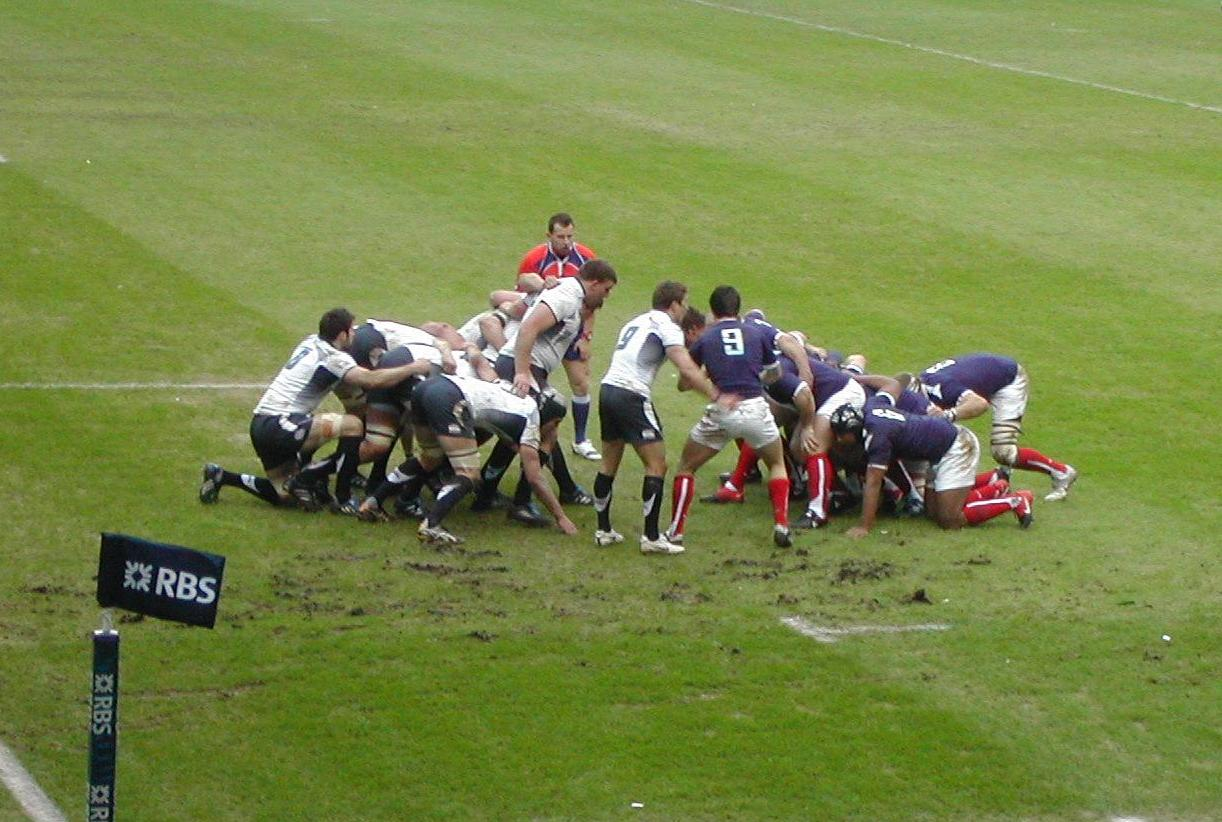
Le XV de France, emmené par Morgan Parra (numéro 9), l'emporte contre l’Écosse (18-9) durant le Tournoi 2010.

En 2010, les Bleus réalisent un début de Tournoi parfait avec quatre victoires face à l’Écosse (18-9), l'Irlande (33-10), le Pays de Galles (26-20) et l'Italie (46-20) s'appuyant notamment sur une mêlée solide et leur buteur Morgan Parra. Face à l'enjeu, le dernier match contre l'Angleterre lors du « Crunch » est plus compliqué mais l'équipe de France s'impose finalement 12-10 au stade de France le 20 mars. Les hommes de Lièvremont réalisent le Grand Chelem, le neuvième de l'histoire du XV de France et le premier depuis 2004. Marc Lièvremont est le quatrième joueur/entraîneur à remporter le Grand Chelem à la fois comme joueur et entraîneur, après Jean-Claude Skrela, Jacques Fouroux, et Clive Woodward.
Ce Grand Chelem est suivi d'une tournée catastrophique dans l'hémisphère Sud. En effet, fatigué après une fin de saison éprouvante en club, le groupe de Marc Lièvremont subit deux grosses défaites coup sur coup face à l'Afrique du Sud (42-17) puis l'Argentine (41-13). Tout est remis à plat à plus d'an an de la Coupe du monde.
La dernière tournée d'automne débute bien pour les Bleus qui enchaînent une victoire face aux Fidji (34-12) à Nantes puis contre l'Argentine (15-9) à Montpellier. Au cours de cette tournée, Marc Lièvremont décide de repositionner Damien Traille au poste d'ouvreur. L'équipe de France dispute son dernier match face à l'Australie le 27 novembre 2010. Alors que le score est de 13-13 à la pause, les Tricolores sont ensuite humiliés en seconde mi-temps par les Wallabies (59-16) qui inscrivent sept essais au stade de France. Il s'agit de la plus lourde défaite de l'histoire du XV de France à domicile. Cette débâcle est suivi d'une longue discussion entre le staff et les joueurs où le style de jeu de l'équipe est remis en question. Le sélectionneur Lièvremont est sous le feu des critiques,.

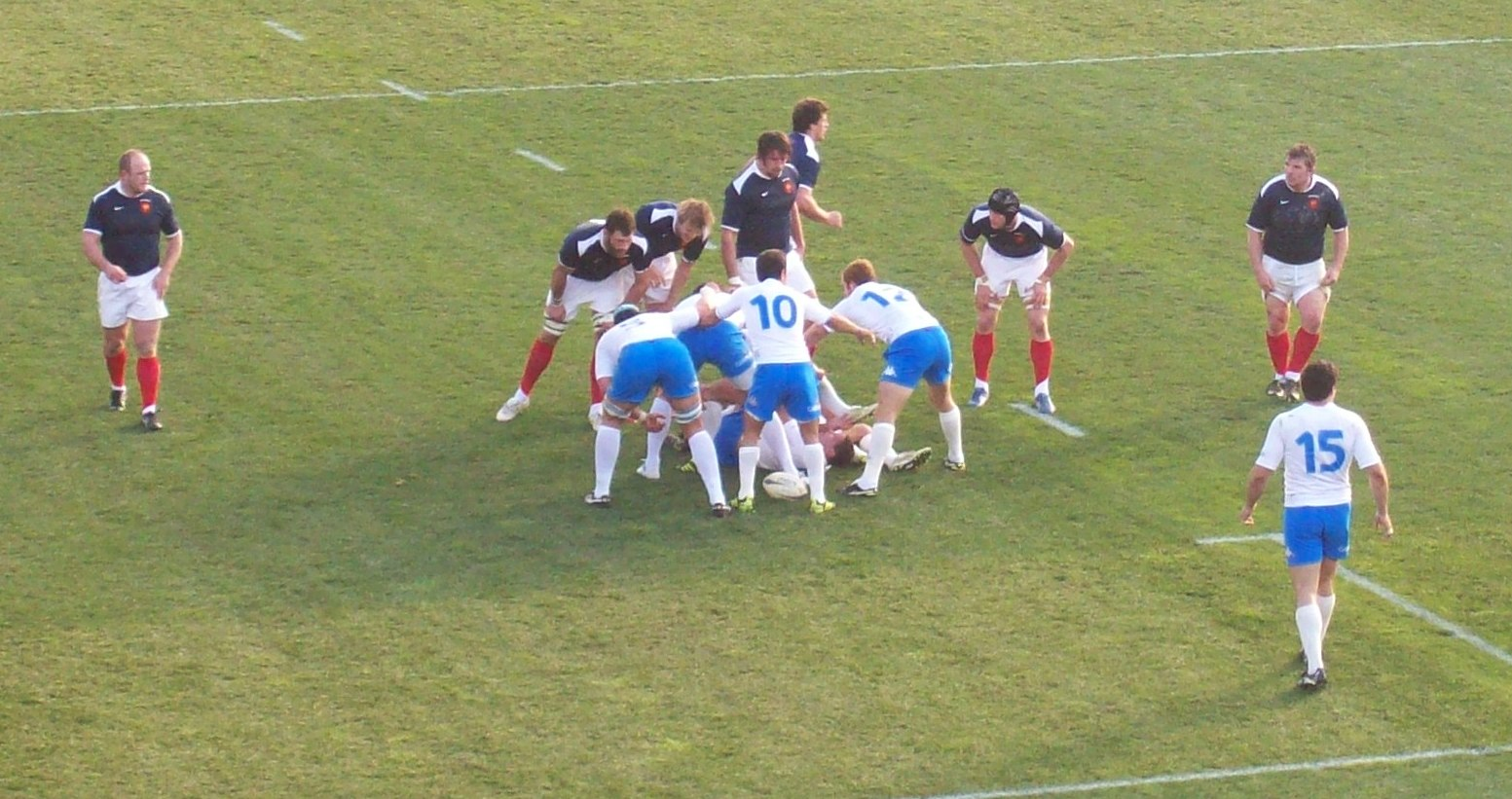
Après la défaite contre l’Italie dans le Tournoi 2011, Marc Lièvremont parlera du « match de la honte ».

Après la débâcle au stade de France, le XV de France se rassure en ouverture du Tournoi 2011 en battant l’Écosse (34-21) puis l'Irlande (25-22) avant de chuter face aux anglais à Twickenham (17-9), futurs vainqueur de la compétition. Après une coupure de quinze jours, l'équipe de France s'incline contre l'Italie (22-21) à Rome. C'est une défaite historique pour le XV de France : Jamais les transalpins n'avaient battu les Bleus dans le Tournoi des Six Nations. Face à cette « honte » et « humiliation » selon ses propres termes, Marc Lièvremont décide de renvoyer plusieurs joueurs cadres (Chabal, Jauzion, Thion) qui ne reporteront jamais le maillot Bleu. Lors du dernier match, les joueurs du XV de France se rachètent en gagnant face au Pays de Galles (28-9) et finissent deuxième ex-æquo au classement. Cependant, la défaite face aux italiens a laissé des traces, l'ossature du XV de France ainsi que la position du sélectionneur demeurent fragiles à quelques mois de la Coupe du monde en Nouvelle-Zélande,.

#### Coupe du monde 2011
Le 11 mai 2011, Marc Lièvremont dévoile sa liste de 32 joueurs pour la Coupe du monde en Nouvelle-Zélande,. Il choisit de ne pas retenir Sébastien Chabal, Yannick Jauzion ni Clément Poitrenaud. La surprise vient du jeune Raphaël Lakafia que Lièvremont n'avait jamais appelé auparavant. Alors que la Coupe du monde débute le 9 septembre, les Tricolores sont réunis à partir du 28 juin pour une période de préparation intense au Centre national du rugby de Linas-Marcoussis,. Le XV de France se déplace ensuite pour un stage d'une semaine à Saint-Laurent-de-Cerdans au domaine de Falgos puis enchaîne un nouveau stage d'une semaine au Chambon-sur-Lignon. La préparation se déroule bien avec notamment le rétablissement de plusieurs blessés : Barcella, Domingo, Ouedraogo, Rougerie et Servat. Cependant, le 4 août, Yoann Huget est contraint d'être exclu pour manquement à trois contrôles antidopage. Le XV de France dispute deux matchs de préparation contre l'Irlande et s'impose à chaque fois : 19-12 à Bordeaux et 22-26 à Dublin. Afin de ramener sa liste à 30 joueurs, Marc Lièvremont décide d'écarter Thomas Domingo et Sylvain Marconnet,.

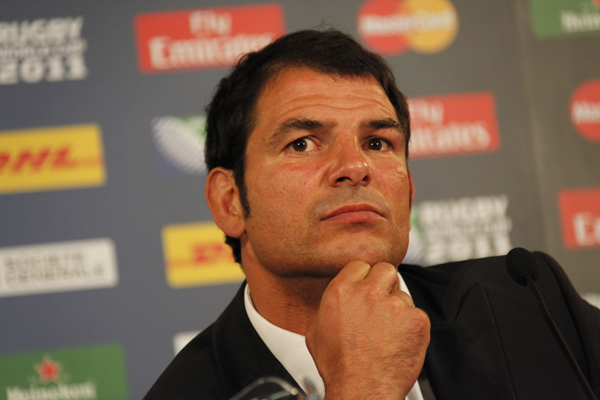
Marc Lièvremont, en conférence de presse, durant la Coupe du monde.

Les Français commencent la Coupe du monde en battant, non sans se faire accrocher, le Japon (47-21) à North Harbour. Avec une équipe complètement remaniée, la France s'impose ensuite contre le Canada (46-19) avec un triplé de Vincent Clerc. Pour le match suivant opposant la France au pays hôte, la Nouvelle-Zélande, Marc Lièvremont décide d'introniser Morgan Parra à l'ouverture alors que ce dernier a toujours évolué à la mêlée au détriment de François Trinh-Duc. Ce choix surprend, le quotidien The New Zealand Herald parle même d'une « équipe B ». Malgré une bonne entame de match, l'équipe de France voit les All Blacks s'imposer facilement 37-17 et la première place de la poule A s'éloigner. En conférence de presse, les mauvaises relations entre Lièvremont et les médias sont à leur paroxysme lorsqu'il répond à un journaliste, : « Tu m'emmerdes avec ta question »,. Une semaine plus tard, des doutes s'installent après la défaite face aux Tonga (14-19). Laborieux dans tous les compartiments du jeu, les Bleus sont humiliés au Westpac Stadium de Wellington. Il s'agit d'une des plus grosses surprises de l'histoire de la Coupe du monde. L'équipe de France avec deux défaites et deux victoires parvient néanmoins à se hisser en quarts de finale grâce aux points du bonus offensif. Elle devient la deuxième équipe à se qualifier pour les quarts de finale de la compétition avec deux défaites, après les Fidji en 1987.

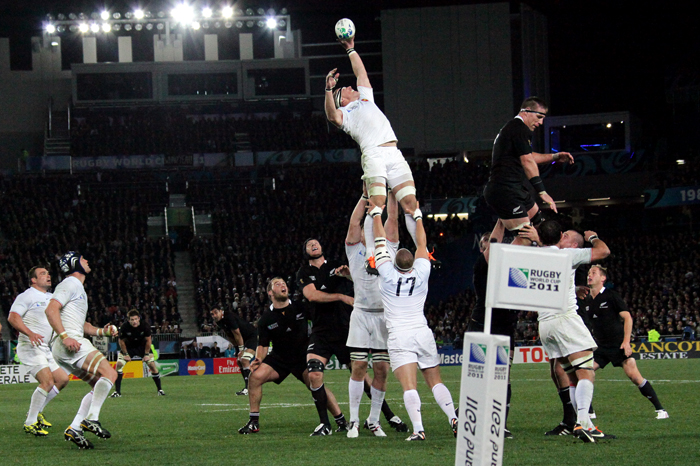
En finale, les joueurs de Lièvremont s'inclinent face aux All Blacks (8-7).

Après cette humiliation, la réaction d'orgueil des hommes de Lièvremont se produit : les Bleus l'emportent face à l'Angleterre (19-12) en quarts de finale, qu'ils n'avaient plus battue en Coupe du monde depuis 1995. Marc Lièvremont, qui porte désormais une moustache à la suite d'un pari perdu, a enfin trouvé son équipe type. En demi-finale, face aux Gallois, dominés bien qu'en supériorité numérique, les Bleus l'emportent de justesse (9-8) et se qualifient pour la troisième finale de Coupe du monde de leur histoire après 1987 et 1999. Marc Lièvremont devient le seul au monde à jouer une finale en tant que joueur puis en tant qu’entraîneur. Le lendemain du match, il qualifie ses joueurs de « sales gosses » devant la presse pour une sortie nocturne. Les médias évoquent une « scission » entre le sélectionneur et ses joueurs qui sera confirmée par Imanol Harinordoquy après le Mondial. Le 23 octobre 2011, pour la finale de la Coupe du monde à l'Eden Park, les All Blacks, chez eux, sont donnés ultra-favoris. L'équipe de France, menée 8-0 à la pause, répond par un essai du capitaine Thierry Dusautoir. Bien que perdant Morgan Parra et Vincent Clerc dans un match très physique, les Bleus livrent une défense héroïque et dominent même la dernière demi-heure malgré un arbitrage jugé défavorable, perdant d'un seul petit point (7-8). Au terme d'un parcours semé d’embuches, jamais la France n'aura été aussi près de remporter la Coupe du monde. Il s’agit du dernier match de Marc Lièvremont à la tête du XV de France.
| 0  | Date              | Lieu                          | Stade                   | Adversaire        | Résultat | Compétition             |
| -- | ----------------- | ----------------------------- | ----------------------- | ----------------- | -------- | ----------------------- |
| 1  | 3 février 2008    | Édimbourg, Écosse             | Murrayfield Stadium     | Écosse            | 6 - 27   | Tournoi des six nations |
| 2  | 9 février 2008    | Saint-Denis, France           | Stade de France         | Irlande           | 26 - 21  | Tournoi des six nations |
| 3  | 23 février 2008   | Saint-Denis, France           | Stade de France         | Angleterre        | 13 - 24  | Tournoi des six nations |
| 4  | 9 mars 2008       | Saint-Denis, France           | Stade de France         | Italie            | 25 - 13  | Tournoi des six nations |
| 5  | 15 mars 2008      | Cardiff, Pays de Galles       | Millennium Stadium      | Pays de Galles    | 29 - 12  | Tournoi des six nations |
| 6  | 28 juin 2008      | Sydney, Australie             | ANZ Stadium             | Australie         | 34 - 13  | Test match              |
| 8  | 5 juillet 2008    | Brisbane, Australie           | Suncorp Stadium         | Australie         | 40 - 10  | Test match              |
| 8  | 8 novembre 2008   | Marseille, France             | Stade Vélodrome         | Argentine         | 12 - 6   | Test match              |
| 9  | 15 novembre 2008  | Montbéliard, France           | Stade Bonal             | Pacific Islanders | 42 - 17  | Test match              |
| 10 | 22 novembre 2008  | Saint-Denis, France           | Stade de France         | Australie         | 13 - 18  | Test match              |
| 11 | 7 février 2009    | Dublin, Irlande               | Croke Park              | Irlande           | 30 - 21  | Tournoi des six nations |
| 12 | 14 février 2009   | Saint-Denis, France           | Stade de France         | Écosse            | 22 - 13  | Tournoi des six nations |
| 13 | 22 février 2009   | Saint-Denis, France           | Stade de France         | Pays de Galles    | 21 - 16  | Tournoi des six nations |
| 14 | 15 mars 2009      | Londres, Angleterre           | Twickenham Stadium      | Angleterre        | 34 - 10  | Tournoi des six nations |
| 15 | 21 mars 2009      | Rome, Italie                  | Stade Flaminio          | Italie            | 8 - 50   | Tournoi des six nations |
| 16 | 13 juin 2009      | Dunedin, Nouvelle-Zélande     | Carisbrook              | Nouvelle-Zélande  | 22 - 27  | Test match              |
| 17 | 20 juin 2009      | Wellington, Nouvelle-Zélande  | Westpac Stadium         | Nouvelle-Zélande  | 14 - 10  | Test match              |
| 18 | 27 juin 2009      | Sydney, Australie             | ANZ Stadium             | Australie         | 22 - 6   | Test match              |
| 19 | 13 novembre 2009  | Toulouse, France              | Stadium                 | Afrique du Sud    | 20 - 13  | Test match              |
| 20 | 21 novembre 2009  | Saint-Denis, France           | Stade de France         | Samoa             | 43 - 5   | Test match              |
| 21 | 28 novembre 2009  | Marseille, France             | Stade Vélodrome         | Nouvelle-Zélande  | 12 - 39  | Test match              |
| 22 | 7 février 2010    | Édimbourg, Écosse             | Murrayfield Stadium     | Écosse            | 9 - 18   | Tournoi des six nations |
| 23 | 13 février 2010   | Saint-Denis, France           | Stade de France         | Irlande           | 33 - 10  | Tournoi des six nations |
| 24 | 26 février 2010   | Cardiff, Pays de Galles       | Millennium Stadium      | Pays de Galles    | 20 - 26  | Tournoi des six nations |
| 25 | 14 mars 2010      | Saint-Denis, France           | Stade de France         | Italie            | 46 - 20  | Tournoi des six nations |
| 26 | 20 mars 2010      | Saint-Denis, France           | Stade de France         | Angleterre        | 12 - 10  | Tournoi des six nations |
| 27 | 12 juin 2010      | Le Cap, Afrique du Sud        | Newlands Stadium        | Afrique du Sud    | 42 - 17  | Test match              |
| 28 | 26 juin 2010      | Bueno Aires, Argentine        | Estadio José Amalfitani | Argentine         | 41 - 13  | Test match              |
| 29 | 13 novembre 2010  | Nantes, France                | Stade de la Beaujoire   | Fidji             | 34 - 12  | Test match              |
| 30 | 20 novembre 2010  | Montpellier, France           | Stade de la Mosson      | Argentine         | 15 - 9   | Test match              |
| 31 | 27 novembre 2010  | Saint-Denis, France           | Stade de France         | Australie         | 16 - 59  | Test match              |
| 32 | 5 février 2011    | Saint-Denis, France           | Stade de France         | Écosse            | 34 - 21  | Tournoi des six nations |
| 33 | 13 février 2011   | Dublin, Irlande               | Aviva Stadium           | Irlande           | 22 - 25  | Tournoi des six nations |
| 34 | 26 février 2011   | Londres, Angleterre           | Twickenham Stadium      | Angleterre        | 17 - 9   | Tournoi des six nations |
| 35 | 12 mars 2011      | Rome, Italie                  | Stade Flaminio          | Italie            | 22 - 21  | Tournoi des six nations |
| 36 | 19 mars 2011      | Saint-Denis, France           | Stade de France         | Pays de Galles    | 28 - 9   | Tournoi des six nations |
| 37 | 13 août 2011      | Bordeaux, France              | Stade Chaban-Delmas     | Irlande           | 19 - 12  | Test match              |
| 38 | 20 août 2011      | Dublin, Irlande               | Aviva Stadium           | Irlande           | 22 - 26  | Test match              |
| 39 | 10 septembre 2011 | North Shore, Nouvelle-Zélande | North Harbour Stadium   | Japon             | 47 - 21  | Coupe du monde          |
| 40 | 18 septembre 2011 | Napier, Nouvelle-Zélande      | McLean Park             | Canada            | 46 - 19  | Coupe du monde          |
| 41 | 24 septembre 2011 | Auckland, Nouvelle-Zélande    | Eden Park               | Nouvelle-Zélande  | 17 - 37  | Coupe du monde          |
| 42 | 1er octobre 2011  | Wellington, Nouvelle-Zélande  | Westpac Stadium         | Tonga             | 14 - 19  | Coupe du monde          |
| 43 | 6 octobre 2011    | Auckland, Nouvelle-Zélande    | Eden Park               | Angleterre        | 19 - 12  | Coupe du monde          |
| 44 | 15 octobre 2011   | Auckland, Nouvelle-Zélande    | Eden Park               | Pays de Galles    | 9 - 8    | Coupe du monde          |
| 45 | 23 octobre 2011   | Auckland, Nouvelle-Zélande    | Eden Park               | Nouvelle-Zélande  | 8 - 7    | Coupe du monde          |

### Reconversion comme consultant

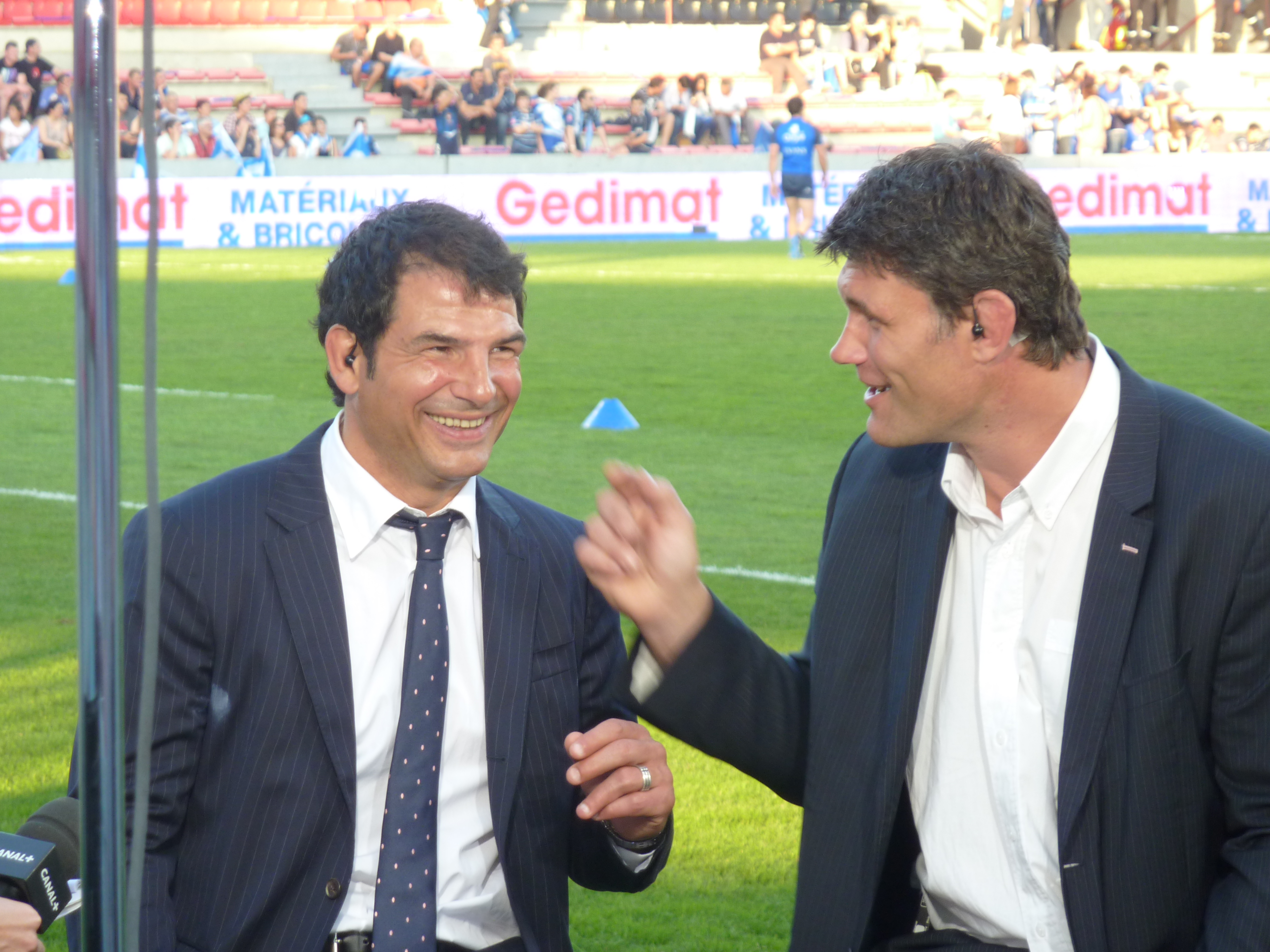
Marc Lièvremont et Fabien Pelous au stade Ernest-Wallon lors du match Castres-Montpellier le 25 mai 2012.

Lors de sa dernière conférence de presse en tant que sélectionneur, il déclare aux journalistes que « vous n'allez pas beaucoup m'entendre dans les jours et les semaines qui vont venir ». Après trois mois et demi de silence, Marc Lièvremont sort son livre Cadrages et débordements écrit en collaboration avec Pierre Ballester, où il revient sur son parcours depuis sa nomination à la tête du XV de France jusqu'à la finale de la Coupe du monde perdue à Auckland. Tous les bénéfices du livre sont reversés à la fondation Mouvement pour les Villages d'Enfants (MVE) dont Lièvremont est le parrain.
En avril 2012, il devient consultant rugby, d'abord pour les journaux Le Monde et Sud Ouest où il tient une chronique, puis sur Canal+ où il commente des matches du Top 14, de Coupe d'Europe et des test matchs. Il commente d'abord régulièrement avec Bertrand Guillemin, ou parfois, avec Éric Bayle. Il intervient également de façon ponctuelle dans Les Spécialistes rugby et le Canal Rugby Club. À partir de novembre 2019, il commente avec Éric Bayle les meilleures affiches de Top 14 diffusées sur Canal+.
Avec son frère Thomas, ils tiennent un restaurant à Biarritz, le Bar de la Côte et ont ouvert un salon de soins et de détente à Bassussarry, le Spa Makila.
Marc Lièvremont est également reconverti comme consultant et conférencier en entreprises sur des thèmes tels que le management ou la résilience face à l'échec.

## Statistiques de joueur

### En équipe nationale
Marc Lièvremont a participé à une Coupe du monde, avec une place de vice-champion du monde 1999 et remporté un Grand Chelem (1998).
- Sélections : 25 (4 en 1995, 3 en 1996, 2 en 1997, 9 en 1998, 7 en 1999)
- Nombre d'essais : 5
- Tournées en Argentine en 1996 et 1998, en Australie en 1997 et 1998, en Roumanie en 1997
- Tournoi des cinq nations, 4 sélections (dont trois comme titulaire) :
- Coupe du monde de rugby à XV : 6 sélections comme titulaire (Canada, Namibie, Fidji, Argentine, Nouvelle-Zélande et Australie).
- International de rugby à sept (Coupe du monde 1997)
- Barbarians français de 1994 à 2000

#### Tournoi des Cinq Nations
| Édition           | Rang | Résultats France | Résultats Lièvremont | Matchs Lièvremont |
| ----------------- | ---- | ---------------- | -------------------- | ----------------- |
| Cinq Nations 1998 | 1    | 4 v, 0 n, 0 d    | 4 v, 0 n, 0 d        | 4/4               |

Légende : v = victoire ; n = match nul ; d = défaite ; la ligne est en gras quand il y a Grand Chelem.

#### Coupe du monde
| Édition          | Rang      | Résultats France | Résultats Lièvremont | Matchs Lièvremont |
| ---------------- | --------- | ---------------- | -------------------- | ----------------- |
| Royaume-Uni 1999 | Finaliste | 5 v, 0 n, 1 d    | 5 v, 0 n, 1 d        | 6/6               |

Légende : v = victoire ; n = match nul ; d = défaite.

## Statistiques d'entraîneur

### En club
- 2003-2005 : Espoirs du Biarritz olympique
- 2005-2007 : US Dax

| Saison      | Club   | Division | Poste              | Classement                                   | Coupe d'Europe | Challenge européen |
| ----------- | ------ | -------- | ------------------ | -------------------------------------------- | -------------- | ------------------ |
| 2005 - 2006 | US Dax | Pro D2   | Entraîneur en chef | 3e, éliminé en finale d'accession au Top 14  | -              | -                  |
| 2006 - 2007 | US Dax | Pro D2   | Entraîneur en chef | Vainqueur de la finale d'accession au Top 14 | -              | -                  |

### En équipe nationale
- 2003-2006 : équipe de France des moins de 21 ans / France A
- 2007-2011 : XV de France

| Année | Sélection | Tournoi     | Poste         | Classement IRB à la fin de l'année | Tournoi      | Coupe du Monde    |
| ----- | --------- | ----------- | ------------- | ---------------------------------- | ------------ | ----------------- |
| 2008  | France    | Six Nations | Sélectionneur | 7e                                 | 3e           | -                 |
| 2009  | France    | Six Nations | Sélectionneur | 5e                                 | 3e           | -                 |
| 2010  | France    | Six Nations | Sélectionneur | 6e                                 | Grand Chelem | -                 |
| 2011  | France    | Six Nations | Sélectionneur | 3e                                 | 2e           | Défaite en finale |

Entre 2007 et 2011, Marc Lièvremont dispute 45 matchs à la tête du XV de France (27 victoires et 18 défaites) avec un pourcentage de victoires de 60 %. Dans le Tournoi des Six Nations, il totalise 14 victoires et 6 défaites soit 70 % de victoires (voir image).
Il utilise 82 joueurs au total, dont 56 la première année (2008), durant son mandat.
Au niveau du palmarès, alors que Bernard Laporte avait remporté 3 Tournois entre 2003 et 2007, Lièvremont n'en remporte qu'un, en 2010 (Grand Chelem). La France connaît aussi de nombreuses humiliations à l'image de la défaite en 2010 contre l'Australie (19-56) mais aussi des premières défaites de l'histoire du XV de France : première dans le cadre du Tournoi des Six Nations face à l'Italie, 22 à 21 lors de l'édition 2011, et face aux Tonga en phase de poule du Mondial 2011 (14-19).
Finalement, l'ère Lièvremont reste donc paradoxale : si les résultats durant quatre ans restent moins bons que sous l'ère Laporte avec les pires défaites de l'histoire du XV de France, c'est aussi sous l'ère Lièvremont que la France réalise son meilleur parcours en Coupe du monde depuis 1999. Après le Mondial, 87 % des supporteurs des Bleus estiment que Marc Lièvremont a bien rempli son mandat de sélectionneur.

## Palmarès

### En tant que joueur

#### En club
- Champion de France :
  - Champion (3) : 1998 et 2000[112] avec le Stade français CASG et 2002[113] avec le Biarritz olympique
- Challenge Yves du Manoir :
  - Vainqueur (1) : 1994 avec l'USA Perpignan
- Coupe de France :
  - Vainqueur (1) : 1999 avec le Stade français (ne joue pas la finale)
  - Finaliste (1) : 1998 avec le Stade français

#### En sélection nationale
- Vainqueur de la coupe latine en 1995
- Tournoi des cinq nations, 4 sélections (dont trois comme titulaire) :
  - Grand Chelem (1) : 1998
- Coupe du monde de rugby à XV :
  - Vice-champion du monde 1999

### En tant qu'entraîneur

#### En club
- Championnat de France Pro D2 :
  - Vice-champion de Pro D2 avec US Dax en 2007

#### En sélection nationale
- Coupe du monde :
  - Vice-champion en 2011
- Tournoi des Six Nations :
  - Grand Chelem en 2010

- Autres
  - Trophée Eurostar (1) : 2010
  - Trophée Dave Gallaher (1) : 2009
  - Trophée Giuseppe-Garibaldi (3) : 2008, 2009, 2010

## Fratrie
Né d'un père militaire franc-comtois et d'une mère lorraine, Marc est l'aîné d'une fratrie de sept garçons et une fille, tous joueurs de rugby à plus ou moins haut niveau. Parmi eux :
- Thomas, avec lequel il a joué de 2000 à 2002 au Biarritz olympique et à 10 reprises en équipe de France ;
- Matthieu, qui a longtemps joué au Stade toulousain et à Agen ;
- François, qui a joué au poste d'arrière à l'USA Perpignan dans les années 1990 ;
- Claire qui a été championne de France en 2005 avec l'équipe féminine de Toulouges ;
- Les jumeaux Pierre et Luc, les plus jeunes, qui jouent respectivement trois-quarts centre et troisième ligne aile, à l'Avenir castanéen, qui évolue en Fédérale 1.

## Action caritative
Depuis 2004, Marc Lièvremont est le parrain de la Fondation Action Enfance, avec ses frères et sœur. Action Enfance protège en France, dans ses Villages d'Enfants et Foyers, des enfants séparés de leurs parents et placés sur décision du juge, en raison de maltraitances ou de négligences graves. En 2009, le comédien Jean Dujardin vient coparrainer cette action à ses côtés.
Il est en 1999 puis en 2015 parrain des Ovalies UniLaSalle, tournoi de rugby universitaire à but solidaire.

## Publication
- Marc Lièvremont et Pierre Ballester, Cadrages et débordements, Paris, Éditions de La Martinière, 9 février 2012, 235 p., broché (ISBN 978-2-7324-5195-4)

### Ouvrages
Cadrages et débordements
1. ↑  Lièvremont 2012, p. 180
2. 1 2  Lièvremont 2012, p. 181
3. ↑  Lièvremont 2012, p. 182
4. 1 2  Lièvremont 2012, p. 185-186
5. 1 2  Lièvremont 2012, p. 187-188
6. 1 2  Lièvremont 2012, p. 189
7. ↑  Lièvremont 2012, p. 189-190
8. 1 2  Lièvremont 2012, p. 190
9. ↑  Lièvremont 2012, p. 190-191
10. ↑  Lièvremont 2012, p. 191
11. ↑  Lièvremont 2012, p. 192
12. ↑  Lièvremont 2012, p. 193
13. 1 2  Lièvremont 2012, p. 194
14. 1 2 3  Lièvremont 2012, p. 195
15. ↑  Lièvremont 2012, p. 198-199
16. ↑  Lièvremont 2012, p. 199
17. ↑  Lièvremont 2012, p. 199-200
18. ↑  Lièvremont 2012, p. 197
19. ↑  Lièvremont 2012, p. 198
20. 1 2  Lièvremont 2012, p. 196
21. 1 2  Lièvremont 2012, p. 200
22. 1 2  Lièvremont 2012, p. 201
23. 1 2  Lièvremont 2012, p. 202-203
24. ↑  Lièvremont 2012, p. 205
25. ↑  Lièvremont 2012, p. 206-207
26. 1 2 3 4  Lièvremont 2012, p. 207
27. 1 2  Lièvremont 2012, p. 208
28. ↑  Lièvremont 2012, p. 208-209
29. ↑  Lièvremont 2012, p. 209
30. ↑  Lièvremont 2012, p. 209-2010
31. ↑  Lièvremont 2012, p. 2011
32. ↑  Lièvremont 2012, p. 2012
33. ↑  Lièvremont 2012, p. 2012-2013
34. ↑  Lièvremont 2012, p. 213
35. ↑  Lièvremont 2012, p. 215
36. ↑  Lièvremont 2012, p. 217
37. ↑  Lièvremont 2012, p. 115
38. ↑  Lièvremont 2012, p. 118
39. ↑  Lièvremont 2012, p. 122
40. ↑  Lièvremont 2012, p. 123
41. ↑  Lièvremont 2012, p. 128
42. ↑  Lièvremont 2012, p. 127
43. ↑  Lièvremont 2012, p. 133
44. ↑  Lièvremont 2012, p. 135
45. ↑  Lièvremont 2012, p. 136
46. ↑  Lièvremont 2012, p. 148
47. ↑  Lièvremont 2012, p. 137
48. ↑  Lièvremont 2012, p. 139
49. ↑  Lièvremont 2012, p. 142-143
50. ↑  Lièvremont 2012, p. 144
51. ↑  Lièvremont 2012, p. 149
52. ↑  Lièvremont 2012, p. 149-150
53. ↑  Lièvremont 2012, p. 150-151
54. ↑  Lièvremont 2012, p. 157
55. ↑  Lièvremont 2012, p. 158
56. ↑  Lièvremont 2012, p. 160-161
57. ↑  Lièvremont 2012, p. 162
58. ↑  Lièvremont 2012, p. 164-165
59. ↑  Lièvremont 2012, p. 168
60. ↑  Lièvremont 2012, p. 169
61. ↑  Lièvremont 2012, p. 170
62. ↑  Lièvremont 2012, p. 176
63. ↑  Lièvremont 2012, p. 177-178
64. ↑  Lièvremont 2012, p. 45-46
65. ↑  Lièvremont 2012, p. 54
66. ↑  Lièvremont 2012, p. 61-62
67. ↑  Lièvremont 2012, p. 80-81
68. ↑  Lièvremont 2012, p. 88-89
69. ↑  Lièvremont 2012, p. 93
70. ↑  Lièvremont 2012, p. 113